# Yifan Lu
Yifan Lu amerikai hacker, aki elsősorban a Kindle Touch és a PlayStation Vita feltörése révén vált ismertté.

## Magánélete
2008. és 2012. között a Cinco Ranch Középiskolában tanult. Egyetemi tanulmányait a Stanford Egyetem villamosmérnöki és informatikai karán kezdte. 2013. júniusa és augusztusa között a Hulunál dolgozott gyakornokként, ahol teljesen újraírta a cég Xbox 360-alkalmazását. 2014-ben az Amazon Lab12 nevű kutatási és fejlesztési leányvállalatánál is dolgozott. Első nagyobb jelentőségű projektje az Xperia Play okostelefon PlayStation-emulátorának visszafejtése volt 2011 novemberében, mellyel lehetőséget adott a PlayStation Suite-on nem elérhető játékok futtatására. 2011 decemberében nekiállt az Amazon Kindle Touch e-könyv-olvasójának feltörésének, melyet 2012. januárjára sikeresen meg is valósított. A hack alapját egy MP3 fájl ID3 megjegyzés tagjébe ágyazott rootolási parancs képezte. 2012 februárjáában kezdte meg a PlayStation Vita kézikonzol komolyabb vizsgálatát, még abban a hónapban közzétette a platform USB MTP kapcsolatának elemzését. 2012. augusztusában a világon elsőként futtatott sikeresen egyedi kódot a marokkonzolon. Mivel nem volt reális, hogy a hobbi fejlesztők megtanulják az ARM assemblyt ezért, UVLoader néven egy loadert is írt, melynek forráskódját nyilvánosságra hozta. Eközben arra várt, hogy a Sony megpróbálja befoltozni a biztonsági réseket, ezért 2015 júniusáig nyilvánosan nem tette közzé ennek mikéntjét. Miután közzétette a Sony ELF-fájlformátumának specifikációt két egymástól független nyílt forráskódú PlayStation Vita-szoftverfejlesztői készlet fejlesztésébe is belekezdtek. 2015. januárjában szünetet tartott a Vita feltörésében, hogy visszafejtse a Gateway által megjelentett Nintendo 3DS-flash kártyát, mivel a Nintendo 3DS homebrew színterét a kínai szoftverkalózkodási cég visszafogta, akik ironikus módon kifejezetten agresszív eszközökkel védték a saját szellemi jogtulajdonukat.